# Doug Herrick
Pour les articles homonymes, voir Herrick.
Douglas Herrick, plus couramment appelé Doug, est un footballeur international guamien né le 2 juin 1989 à Seattle. 

## Biographie
Il joue son premier match avec l'équipe de Guam le 25 septembre 2012, en amical contre les Philippines (défaite 1-0).
Il dispute huit matchs rentrant dans le cadre des éliminatoires du mondial 2018.